# Шарки (округ)
Округ Шарки (англ. Sharkey County) — округ штата Миссисипи, США. Население округа на 2000 год составляло 6580 человек. Административный центр округа — город Роллинг-Форк.

## История
Округ Шарки основан в 1876 году.

## География
Округ занимает площадь 1108,5 км2.

## Демография
Согласно переписи населения 2000 года, в округе Шарки проживало 6580 человек (данные Бюро переписи населения США). Плотность населения составляла 5.9 человек на квадратный километр.